# Agriades lehanus
Agriades lehanus is een vlinder uit de familie van de Lycaenidae. De wetenschappelijke naam van de soort is voor het eerst gepubliceerd in 1878 door Frederic Moore.